# マント＝ラ＝ジョリー
マント＝ラ＝ジョリー （Mantes-la-Jolie）は、フランス、イル・ド・フランス地域圏、イヴリーヌ県のコミューン。

## 地理
イヴリーヌ県北部に位置する。マント＝ラ＝ジョリーを中心とする都市圏人口は約9万人である。

## 歴史

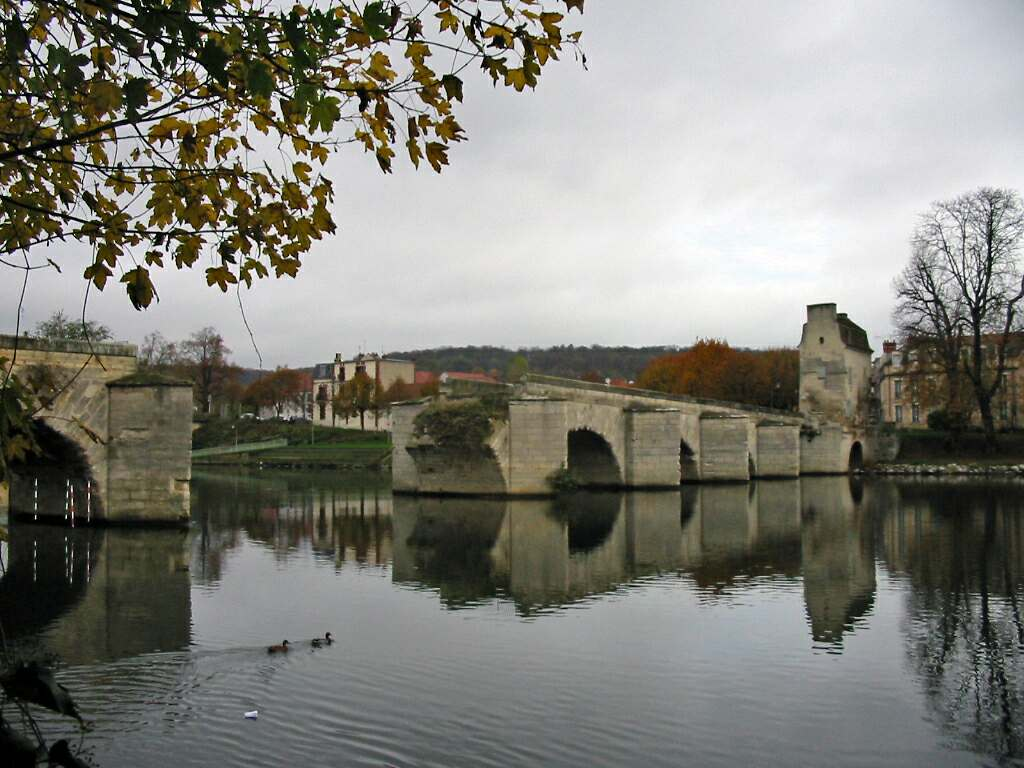
リメーとの間に架かる古い橋

中世後期から、マントの場所には漁港があった。しかし地名はむしろガロ＝ロマン語から派生したと考えられる。カロリング朝後期にはセーヌ川との往来を守るためこの地にモット・アンド・ベーリーが建てられ、ヴェクサン＝ノルマン地方との国境となった。これを核として都市ができあがっていった。
イル・ド・フランスとノルマンディーの国境となる重要な水路と土地であるため、マントは初め商業や貿易の土地として現われた。そして軍事的要衝でもあった。フランス領ヴェクサン地方への報復戦を企てたノルマンディー公ギヨーム（イングランド王ウィリアム1世）は、この戦いの際1087年にマントを襲って甚大な被害を与えた。10世紀以降、モット・アンド・ベーリー上に城が建った。ガンヌの塔と呼ばれた要塞群である。マントは侵入者に対する難攻不落の地であった。マントの丈夫さを証明するようにカペー朝の王たちはマントに住んだ。1110年、ルイ6世はマントに町の地位を与えている。1223年、フィリップ・オーギュストはこの地で死去した。中世終わりには、原始的な要塞群は補強され、広く広がった壁で覆われた。マントのノートルダム教会は、1150年に工事が始まり、1510年に完成した。
セーヌ川に面し、ノルマンディーを見下ろすマントは、百年戦争ではイングランド王国やナバラ王カルロス2世が支配下に置いた。幾度も領主が変わったが、戦後平穏な時代を迎えた。ユグノー戦争ではカトリック同盟軍の支配下にあったが。やがてブルボン家のアンリ（のちのアンリ4世）が本拠地を置き、パリ制圧まで陣を敷いていた。その後、アンリ4世はマントを定期的に訪れては愛妾ガブリエル・デストレとの時間をすごした。
18世紀以降、近いヴェルサイユに人口が移る一方でマントは衰退していった。1110年に与えられた特権の損失、位置の重要性が薄れたこと、町第一の主産業であったワイン販売の衰退といった事態が、王のマント軽視を招いた。1739年、ルイ15世の命令でマントの防衛設備は廃止された。セーヌ川の一角にあった中世の村落は、次第に富裕層が暮らす邸宅に取って代わった。
19世紀以降、町は西へ向かって拡大した。1843年にはパリ＝ルーアン間の鉄道が開通した。町には新たな工場が設置された。
第二次世界大戦はマントに傷を残した。1944年8月、自由フランス軍の爆撃で450人以上が死亡した。1944年5月の爆撃はさらにひどく、歴史的な町並みや橋を破壊した。戦後は、破壊された市の再生に取り組んだ。
かつてはフランス社会党がマントで強かったが、1995年以降の市長はUMP所属である。

## 姉妹都市
- ヒリンドン、イギリス
- シュレースヴィヒ、ドイツ
- マイア、ポルトガル

## 交通
- 道路 - A13
- 鉄道 - マント＝ラ＝ジョリー駅。トランジリアン、TGVの各路線が停車する

## 関係者
出身者
- ニコラ・ベルニエ：オルガニスト
- オドレイ・フルーロ：女優
- サンディ・カザール：自転車競技選手
- ムサ・ソウ：サッカー選手
- ニコラ・ペペ：サッカー選手
- オパ・エンゲット：サッカー選手
- エノク・クワテン：サッカー選手

居住その他ゆかりある人物
- アンリ4世：フランス国王
- ガブリエル・デストレ：アンリ4世の愛妾
- カンパン夫人：王妃マリー・アントワネット部屋付き第一侍女
- エレーヌ・ブーシェ：女性パイロット